# أرادو للطائرات
أرادو للطائرات (بالإنجليزية: Arado Flugzeugwerke)‏ هي شركة ألمانية سابقة لصناعة الطائرات، كانت تنتج الطائرات العسكرية والطائرات المائية خلال الحرب العالمية الأولى.